# Werner Goldberg
Werner Goldberg (Berlin, 1919. október 3. – Berlin, 2004. szeptember 28.) félig zsidó származású német katona, aki csak rövid ideig szolgálhatott a Wehrmachtban, képe mégis megjelent a Berliner Tageblatt című lapban „az ideális német katona” címmel. Képét később a német hadsereg toborzóplakátjain is felhasználták.

## Életrajza
Werner apja Königsbergben nőtt fel, a zsidó közösség tagjaként. Később áttért az evangélikus hitre, mert asszimilálódni szeretett volna, és egy keresztény nőt vett feleségül. Miután Adolf Hitler német birodalmi kancellárrá lett, Goldberg a származása miatt elvesztette állását.
Werner 1935-ben otthagyta az iskolát, és ipari tanuló lett a Schneller und Schmeider öltözetgyártó vállalatnál, ahol több kollégája zsidó vagy az akkori szóhasználat szerint fél-zsidó volt. Werner nagybátyja opportunista volt, és belépett a nemzetiszocialista pártba, ezután nem volt hajlandó a Goldberg családdal mutatkozni, még Werner anyját is kerülte.
1938 elején Werner hat hónapot dolgozott a Reichsarbeitsdienst-nál (1935-től minden 18 és 24 év közötti férfinak be kellett lépnie, és hat hónapot dolgoznia. A Reichsarbeitsdienst feladata a Wehrmacht kisegítése volt), akiknek uniformisán, ahogy Werner mondta: „egy szvasztika volt karszalagon.” 1938. december 1-jén belépett a német hadseregbe. Részt vett Lengyelország lerohanásában, gyermekkori barátjával, Karl Wolffal, akinek az apja már magas rangú SS tiszt volt.
A háború kezdete után nem sokkal képe megjelent a Berliner Tageblatt című újságban, „Az Ideális Német Katona” címszó alatt. A fényképet a katonai fényképész eladta az újságnak. A képet később a toborzó plakátokon is felhasználták.
1940-ben, a második compiègne-i fegyverszünet után Hitler parancsára, ami azt tartalmazta, hogy minden első osztályú „Mischling”-nek (félig zsidó és félig árja származású ember) el kell hagynia a hadsereget, kiutasították a hadseregből. Visszatért korábbi munkahelyére, ami a nevét már Feodor Schmeider Vállalatra változtatta (A Schneller nevet el kellett hagyni). Werner egyre fontosabb szerepet játszott a vállalat életében, egyre nagyobb megrendeléseket kapott katonai uniformisok gyártására. Később a Munkaerő Tanulmányozó Bizottság előadójává vált, és előadásokat tartott egyesületeknek és vállalat igazgatóknak, egy cikke is megjelent a heti kiadású Textilwoche című folyóiratban.
1942 decemberében Werner apját egy bajorországi kórházba szállították. A Gestapo viszont „megrohamozta” a kórházat, az apát egy zsidó kórházba küldték, amelyet a Gestapo börtönként használt (innen indultak a zsidók Auschwitzba). Karácsonykor Werner kijuttatta apját a kórházból. 1943-ban ismét megtalálta apját a Gestapo, és behívták deportálásra. Fia intelmére nem ment el a deportálásra, így Werner egyetlen olyan családtagja maradt, aki túlélte a háborút.
Werner 2004. szeptember 28-án hunyt el; feleségével, Gertrud Goldberggel, három gyermeket neveltek fel.

## Fordítás
- Ez a szócikk részben vagy egészben  a   Werner Goldberg című angol Wikipédia-szócikk ezen változatának fordításán alapul.  Az eredeti cikk szerkesztőit annak laptörténete sorolja fel. Ez a jelzés csupán a megfogalmazás eredetét és a szerzői jogokat jelzi, nem szolgál a cikkben szereplő információk forrásmegjelöléseként.